# ارینا کالینتس
ارینا کالینتس (اوکراینی: Іри́на Ону́фріївна Калине́ць؛ ۶ دسامبر ۱۹۴۰ – ۳۱ ژوئیهٔ ۲۰۱۲) شاعر اهل اتحاد جماهیر شوروی سوسیالیستی بود.